# La Frédière
La Frédière is een plaats en voormalige gemeente in het Franse departement Charente-Maritime in de regio Nouvelle-Aquitaine en telt 78 inwoners (2009). De plaats maakt deel uit van het arrondissement Saint-Jean-d'Angély en sinds 1 januari 2019 van de gemeente Saint-Hilaire-de-Villefranche.

## Geografie
De oppervlakte van La Frédière bedraagt 2,9 km², de bevolkingsdichtheid is dus 26,9 inwoners per km².
De onderstaande kaart toont de ligging van La Frédière met de belangrijkste infrastructuur en aangrenzende gemeenten.

## Demografie
Onderstaande figuur toont het verloop van het inwonertal.